# Herfstspinner
De herfstspinner (Lemonia dumi) is een vlinder uit de familie van de herfstspinners (Brahmaeidae).

## Beschrijving
De vlinder heeft een voorvleugellengte van 25 tot 34 millimeter bij de mannetjes, en 33 tot 40 millimeter bij de vrouwtjes. De vleugels zijn donkerbruin met een gele band, en een gele achterrand. Op de voorvleugel bevinden zich bovendien twee gele stippen.

## Waardplanten
De herfstspinner heeft allerlei lage kruidachtige planten als waardplanten. Met name biggenkruid, muizenoor en paardenbloem worden vaak door de rups gegeten. De soort overwintert als ei.

## Voorkomen
De soort komt voor in een groot deel van Europa. De habitat bestaat uit droge, warme gebieden.

### Nederland en België
In Nederland wordt de vlinder alleen op de Veluwe nog gevonden en is zeer zeldzaam. In België is de soort ook zeer zeldzaam, mogelijk uitgestorven, en alleen bekend uit het zuiden. De soort vliegt van oktober tot halverwege november.